# Otto Winter-Hjelm
Otto Winter-Hjelm (Christiana, 8 octobre 1837 – Oslo, 3 mai 1931) est un organiste, chef d'orchestre, critique musical et compositeur norvégien. 

## Biographie
Otto Winter-Hjelm effectue ses études musicales au Conservatoire à Christiana avec H. Kjerulf, puis au Conservatoire de Leipzig entre 1857 et 1858, puis à Berlin avec Kullak et Wüerst.
Avec Edvard Grieg, en 1866, il fonde le Conservatoire de musique de Christiana. De 1874 à 1921, il sert également comme organiste de l'Église de la Trinité à Oslo (Trefoldighetskirke) et critique de musique pour Aftenposten, de 1887 à 1913.
Ses œuvres se composent de deux symphonies (de 1861 et 1862, la seconde créée en 1916 seulement), des chœurs pour hommes, de la musique d'église,, de la musique de chambre et des pièces d'orgue.